# Commission de recours amiable
Pour les articles homonymes, voir CRA.
La commission de recours amiable est une émanation du conseil d'administration d'un organisme de sécurité sociale, chargée d'examiner les recours gracieux présentés par un assuré social, un allocataire, un pensionné ou un cotisant relatifs aux litiges relevant du contentieux général de la sécurité sociale, à l'exclusion de ceux relevant du contentieux technique (litiges médicaux).
Sa composition, ses attributions et son fonctionnement sont régis par les articles R 142-1 à R 142-7 du code de la sécurité sociale.

## Composition
Elle est constituée d'au moins quatre titulaires (six dans la branche vieillesse) et autant de suppléants, désignés une fois par an parmi les administrateurs siégeant au conseil d'administration de l'organisme considéré.

## Compétence
Le contentieux général de la sécurité sociale traite de tous les litiges qui concernent les régimes légaux de sécurité sociale.

## Fonctionnement
Sa saisine est préalable à tout recours contentieux devant le pôle social du Tribunal judiciaire (ex-TGI).

## Absence de décision
Lorsque la décision de la commission n'a pas été portée à la connaissance du requérant dans le délai de deux mois à compter de la réception de la réclamation par l'organisme de sécurité sociale, l'intéressé peut considérer sa demande comme rejetée (« décision implicite de rejet ») et peut saisir le pôle social du tribunal judiciaire.